# Aquae Sextiae
Aquae Sextiae (in italiano Acque Sestie) fu una colonia romana posta a circa 26 km (corrispondenti a 18 miglia romane) a nord di Massalia. Aquae Sextiae deriva dal nome del generale che dedusse la colonia, Gaio Sextio Calvino, e dalle sorgenti presenti nel territorio che avevano la particolarità di essere calde. Nei pressi della città si disputò la famosa battaglia di Aquae Sextiae. Oggi la città si chiama Aix-en-Provence.